# Энгел, Адам
Адам Тревор Энгел (англ. Adam Trevor Engel; 9 декабря 1991, Цинциннати, Огайо) — американский бейсболист, аутфилдер клуба Главной лиги бейсбола «Чикаго Уайт Сокс». На студенческом уровне играл за команду Луисвиллского университета.

## Биография
Адам Энгел родился 9 декабря 1991 года в Цинциннати, один из двух детей в семье. Окончил старшую школу Ловленда, в течение трёх лет играл за школьные команды по бейсболу и американскому футболу, занимался баскетболом. Первый в истории школы спортсмен, признанный лучшим игроком нападения конференции Форт-Эйншент-Вэлли. В играх за бейсбольную команду в выпускной год отбивал с показателем 53,7 %.

### Любительская карьера
В 2011 году Энгел поступил в Луисвиллский университет. В первом сезоне в составе команды он сыграл в 53 матчах, отбивая с эффективностью 25,0 %. Участвовал в играх плей-офф конференции Big East. Летом он выступал за команду «Флоренс Редвулвс» в студенческой Лиге Костал Плей, где вошёл в сборную звёзд турнира.
В сезоне 2012 года Энгел сыграл 51 матч, все, кроме одного, начал в стартовом составе команды. Показатель эффективности его игры на бите составил 30,8 %, он украл 37 баз, показав второй результат в истории университета. По итогам сезона его включили в состав второй сборной звёзд Big East. Вместе с командой Энгел дошёл до финала регионального турнира NCAA. Летом 2012 года он сыграл 43 матча за «Чатем Энглерс» в Лиге Кейп-Кода.
В 2013 году он сыграл 65 матчей на позиции центрфилдера, отбивая с показателем 23,6 %. Энгел улучшил свой рекорд, украв 41 базу. По этому показателю он стал третьим в NCAA. Вместе с командой он дошёл до плей-офф студенческой Мировой серии, где Луисвилл проиграл оба своих матча. По итогам турнира Энгел был включён в состав третьей сборной звёзд Big East. Летом 2013 года на драфте Главной лиги бейсбола он был выбран клубом Чикаго Уайт Сокс в 13-м раунде под общим 573-м номером.

### Профессиональная карьера
Первым клубом в карьере Энгела стал «Грейт-Фолс Вояджерс» из Лиги пионеров. В дальнейшем он выступал за различные команды фарм-системы «Уайт Сокс», зимой 2014—2015 годов играл в Австралийской бейсбольной лиге в составе клуба «Мельбурн Эйсиз». Весной 2016 года он вошёл в число лучших молодых игроков клуба. К концу года Энгел продвинулся до уровня AAA-лиги, где играл за «Шарлотт Найтс». В мае 2017 года он дебютировал за основной состав «Чикаго» в Главной лиге бейсбола. До конца чемпионата он сыграл в 97 матчах, заменяя травмированного Чарли Тилсона. Главной проблемой Энгела стала игра на бите, где его эффективность составляла всего 16,6 %.
В 2018 году показатель отбивания Энгела вырос до 23,5 %, но наиболее ярко он проявил себя в защите. В 140 играх регулярного чемпионата он допустил всего семь ошибок и по его итогам вошёл в тройку финалистов голосования, определявшего обладателя награды Золотая перчатка на позиции центрфилдера. На старте сезона 2019 года он неудачно действовал в атаке, после чего Энгела перевели в состав «Шарлотт». В фарм-клубе он работал над механикой отбивания с тренером Фрэнком Менекино. После возвращения в «Уайт Сокс» его эффективность игры на бите выросла и регулярный чемпионат он завершил с показателем отбивания 24,2 % в 89 играх. В защите Энгел играл на высоком уровне, но из-за небольшого количества матчей не вошёл в число претендентов на индивидуальные награды.
В сокращённом из-за пандемии COVID-19 сезоне 2020 года он принял участие в 36 матчах, показав лучшую в карьере атакующую эффективность 29,5 %. В декабре Энгел подписал с клубом новый однолетний контракт на 1,375 млн долларов, избежав арбитражных слушаний. В 2021 году он сыграл только 39 матчей, пропустив значительную часть сезона из-за травм. В игре на бите он уступал другим претендентам на позицию правого аутфилдера Гэвину Шитсу и Эндрю Вону, но главный тренер «Уайт Сокс» Тони Ла Русса отмечал, что он может бороться за место в составе благодаря своей надёжности в защите.